# Franz-Joseph Müller von Reichenstein
Franz-Joseph Müller, Freiherr von Reichenstein (en húngaro: Müller F. József) fue un geólogo y químico húngaro, que descubrió el telurio en 1782.
Nació el 1 de julio de 1740 en Nagyszeben (Hermannstadt), Transilvania, o el 4 de octubre de 1742 en Poysdorf (Baja Austria), y falleció el 12 de octubre de 1825 en Viena.  
Estudió filosofía en Viena, pero terminó especializándose en mineralogía.
En 1778  descubrió la ocurrencia de turmalina en Zillertal.
Entre 1782 a 1783, como supervisor de minas en Hungría, analizó una veta dorada azulina de Transilvania conocida como 'oro germano'. Extrajo el metal suponiendo que sería antimonio. Más rápidamente verificó que era un elemento químico desconocido, sin embargo no continuó el estudio en relación con este nuevo elemento.
En 1798, el químico alemán Martin Heinrich Klaproth aisló este nuevo elemento, llamándolo telurio. 

## Otras lecturas
- Wikimedia Commons alberga una categoría multimedia sobre Franz-Joseph Müller von Reichenstein.
- Meyer, Richard (1921). «Martin Heinrich Klaproth, ein deutscher Chemiker des 18. Jahrhunderts». Zeitschrift für Angewandte Chemie 34: 1. doi:10.1002/ange.19210340102.
- Dittmer, Donald C. (2003). «Tellurium». Chemical & Engineering News 81: 128. doi:10.1021/cen-v081n036.p128.
- Weeks, Mary Elvira (enero de 2003). Discovery of the Elements. ISBN 978-0-7661-3872-8. (enlace roto disponible en Internet Archive; véase el historial, la primera versión y la última).

- Datos: Q112012
- Multimedia: Franz-Joseph Müller von Reichenstein / Q112012